# Avoine (Orne)
Avoine è un comune francese di 256 abitanti situato nel dipartimento dell'Orne nella regione della Normandia.

## Società

### Evoluzione demografica
Abitanti censiti